# Sandra Villarruel
Sandra Villarruel (Buenos Aires; 19 de febrero de 1964) es una actriz de teatro y televisión Argentina. 

## Biografía
Nació el 19 de febrero de 1964 en Buenos Aires. Estudió actuación, narración infantil, y danza jazz con importantes docentes como Lito Cruz, Norman Briski, Carlos Evaristo, Héctor Esteves, y Moira Chassman, entre otros.
Desde 1982 trabajó en teatro, cine y televisión. Realizó temporadas teatrales y trabajó como conductora y productora en programas infantiles para televisión.
Tras 38 años de carrera en la actuación, decidió darle un vuelco a su vida, dedicarse a ayudar a los traumas y dolores de la gente, partiendo de las emociones. Realizó formaciones, talleres y cursos de biodescodificacion, constelaciones familiares y registros akáshicos. Se graduó como "Facilitadora en biodescodificación" con el psicólogo Pablo Kunz, y como "Facilitadora en constelaciones familiares" con German Staropoli, y de registros akáshicos con Francisco Tozzi.
Actualmente forma parte del staff de Emocionarte Escuela, institución dedicada a la biodescodificacion, el coaching ontológico y las constelaciones familiares.

## Carrera como actriz

### Teatro
- El loquero en la revista - 1982
- Casino Las Vegas - 1982
- La famosa guerra de vedettes argentinas - 1984 / 1985
- No es fino? - 1985
- Revista de Carlos Paz - 1985
- Teatro - Cena Show - 1989
- Tres contra uno - 1998
- Desquiciados - 2000
- La peluquería de los Mateos - 2004
- El libro de la esposa - 2004
- Vengo por el aviso - 2004 / 2005
- Ay !Kristina - (Haceme una gauchadita) - 2008
- Si alguien lo sabe por favor que lo diga - 2010 / 2011
- Divague escultural - Stand up - 2011
- Cuatro colas y un funeral - 2011 / 2012 / 2013
- Espérame en el cielo (Deja Vu) - 2017
- Navaja en la carne - 2019
- Stand Up - 2019
- Stand de miércoles 2019
- El plan 2020

### Televisión
- La tuerca - 1982 - Canal 11
- Las brujas - 1983 - Canal 9
- Sábados de la bondad - 1984 - Canal 9
- Monumental Moria - 1985 - Canal 9
- A todo Nito - 1986 - Canal 13
- Es tu perfume - (Videoclip de Orlando Netti) 1988
- Te voy a contar un secreto - (Videoclip de Orlando Netti) 1988
- Peor es nada - 1989 - Canal 13
- Las gatitas y ratones de Porcel - 1987 / 1990 - Canal 9
- Los cuentos de Sandra - 1990 - Canal 13 Paraguay - VCC Cable
- El show de Buggs Bunny - 1990 - Canal 9 Mendoza y Cable
- Stress - 1990 - Canal 13
- Salpicón - 1991 - Canal 9 Mendoza y Cable
- Chiqui cable - 1992 - Multicanal
- Historias de Lorf - 1993
- Primer amor - 1993 - Canal 9
- Los Benvenuto - 1993 - Canal 11
- Casi todo, casi nada - 1993 - Canal 13
- Marco, el candidato - 1993 - Canal 9
- Un hermano es un hermano - 1994 - Telefé
- Brigada Cola - 1994 - Telefé
- Perla negra - 1994 - Telefé
- Inconquistable corazón - 1994 - Canal 9
- Publicidad de Mc Donald's - 1994
- VIP Magazine - 1995
- Paparazzi - 1995 - Telefé
- Video Match - 1995 - Telefé
- La nena - 1996 - Canal 9
- Mi ex - 1999 - Canal 9
- Sexo, Mentiras y verdades - 2000 - Plus Satelital
- La peluquería de los Mateos - 2003 - Canal 9
- Mil oficios - 2003 - Perú
- La vida es una lotería - Para amar - 2004 - TVN Chile
- Diva (reality) - 2012
- Sandra Villarruel - Campaña contra la violencia de género - 2012 - Producción fotográfica para internet y televisión.
- Sin codificar - 2012 - América
- Desayuno americáno - Panelista invitada - 2012 - América
- Spot Publicitario contra la violencia de género - 2012 - junto a Nazarena Vélez, Mónica Farro y Johanna Pombo.
- Sos mi hombre - 2013 - Canal 13
- Reality Fort - La vida del millonario - Desde Miami Beach al mundo - 2013
- El gran premio de la cocina -Participación especial como jurado - 2019 - Canal 13

### Cine
- Los fierecillos se divierten 1982
- Miráme la palomita 1985
- No es fino? - 1986
- Los pilotos más locos del mundo - 1988
- Atracción peculiar - 1988
- Y...Dónde está el hotel? - 1989
- Expertos en tetología - 1989
- Más loco que un crucero - 1990
- Apasionados - 2002
- Oscura noche - 2004
- Historias breves IV: Te llevo en la sangre - 2004
- Nos habíamos ratoneado tanto - 2013
- Shembo, el esclavo del mal - 2018

### Radio
- After Office - 2011 - "La Isla" FM 89.9 junto a Emiliano Rella.

Carrera como Terapeuta Holística
Teatro
- ¿Como recoger tus pedazos y volverte a armar? - El poder de la Biodescodificación - Coach invitada: Adabel Guerrero - Producción: Cunda Marketing - Teatro Empire. - 2025

## Premios
- Norton - 1988
- Nominación Estrella de Mar - 1988
- Nominación Martín Fierro de Cable - 1994
- Nominación Carlitos - 2005